# 463 a.C.
Il 463 a.C. (CDLXIII a.C. in numeri romani) è un anno  del V secolo a.C.

## Eventi
- Rappresentazione de Le supplici di Eschilo
- Roma: 
  - consoli Lucio Ebuzio Helva e Publio Servilio Prisco
  - una terribile pestilenza colpisce duramente Roma

## Morti
- Lucio Ebuzio Helva, politico romano
- Publio Servilio Prisco, politico romano
- Tito Verginio Tricosto Rutilo, politico e militare romano